# ALinux
 (mars 2010).
Si vous disposez d'ouvrages ou d'articles de référence ou si vous connaissez des sites web de qualité traitant du thème abordé ici, merci de compléter l'article en donnant les références utiles à sa vérifiabilité et en les liant à la section « Notes et références ».
aLinux (ˌeɪˈlɪnəks[réf. nécessaire]) est une distribution Linux créée et maintenue par Jay Klepacs. Elle utilise KDE comme environnement de bureau par défaut et peut utiliser Enlightenment avec un module d’extension. Elle est conçue pour ressembler à Windows 7/Vista.

## Historique des versions
En 2007 :
Le nom original d'aLinux était Peanut Linux. Peanut a commencé comme un mini-OS, suivant le chemin de Xubuntu ou de DSL.
- 9.1 : Peanut était en ligne de commandes, utilisant Midnight Commander comme gestionnaire de fichiers par défaut et a incorporé le gestionnaire de paquetage de Red Hat (*.rpm).
- 9.4 : Peanut a obtenu une interface graphique (X Window System et Enlightenment) et était fourni avec Mozilla Communicator, GAIM et d'autres programmes utiles (il garde sa taille totale de 240 Mo).
- 9.5 :  Fourni avec de nombreuses applications KDE dont KOffice, Kdegames, Kaffeine, etc.

Peanut a subi de nombreuses corrections entre les versions 9.6 et 12.0, et n’était pas officiellement distribuée au publiquement pendant cette période. Pendant le développement de la version 12.1, une source de paquets Peanut (à utiliser avec le nouveau clone de Synaptic) a été publié.
- 12.2 : Changement de nom de Peanut Linux à aLinux, correctifs du noyau et mise-à-jour de KDE.
- 12.3 : Fourni avec MPlayer et le navigateur internet Konqueror.
- 12.5 : Présentation d'un nouveau thème pour l'interface graphique de K3b, support de la transparence, une version à jour de KOffice et de nombreuses polices fournies.
- 12.7 : Fourni avec beaucoup de nouveaux logiciels, comme aMule P2P, Kopete Instant Messenger, GIMP Image Editor, Clam AntiVirus, et Bochs Emulator.
- 12.8 : Mise à jour de l'API à glibc 2.4 et à GCC 4.1.1, mise à jour de KDE et KOffice, mise à jour du noyau.
- 12.9 : Mise à jour de l'API à glibc 2.5 et à GCC 4.1.2, mise à jour vers KDE 3.5.10 et Xorg 7.5, mise à jour du noyau.

## Configuration minimale
En 2007 :
- processeur 486 SX/DX ou plus ;
- 64 Mo de mémoire vive (128 Mo recommandés) ;
- 2 Go d'espace disque libre ;
- lecteur CD-ROM (graveur requis pour graver des images ISO) ;
- carte vidéo VGA ;
- optionnels : périphérique de pointage (souris), modem/modem fax ou carte réseau, carte audio et haut-parleur pour le son.